# Kodeks 057
Kodeks 057 (Gregory-Aland no. 057); α 1012 (von Soden) – grecki kodeks uncjalny Nowego Testamentu, paleograficznie datowany na IV/V wiek. Przechowywany jest w Berlinie. 

## Opis
Kodeks stanowiony jest przez fragment 1 pergaminowej karty, o około 9 cm długości i 13 cm szerokości. Zawiera fragmenty tekstu Dziejów Apostolskich 3,5-6.10-12. Tekst jest pisany w dwóch kolumnach na stronę, 27 linijek w kolumnie, 13-15 liter w linijce. Litery są niewielkie, mają ok. 2 mm wysokości. 
Grecki tekst kodeksu reprezentuje aleksandryjską tradycję tekstu. Jest na tyle dobry, że Aland pomimo jego fragmentaryczności zaklasyfikował go do kategorii I. 
Gregory datował fragment na IV wiek, INTF datuje na IV lub V wiek. 
Na listę rękopisów Nowego Testamentu wciągnął go Gregory i oznakował przy pomocy siglum Tt. Gregory w roku 1908 nadał mu siglum 057. 
Obecnie kodeks przechowywany jest w Staatliche Museen (P. 9808) w Berlinie. 